# Bisetocreagris brevidigitata
Espèce
Synonymes
- Microcreagris brevidigitata Chamberlin, 1930

Bisetocreagris brevidigitata est une espèce de pseudoscorpions de la famille des Neobisiidae.

## Distribution
Cette espèce est endémique de la préfecture de Miyazaki au Japon. Elle se rencontre dans les monts Kirishima.

## Description
La femelle décrite par Harvey en 1999 mesure 3,2 mm.

## Systématique et taxinomie
Cette espèce a été décrite sous le protonyme Microcreagris brevidigitata par Chamberlin en 1930. Elle est placée dans le genre Bisetocreagris par Harvey en 1999.

## Publication originale
- Chamberlin, 1930 : A synoptic classification of the false scorpions or chela-spinners, with a report on a cosmopolitan collection of the same. Part II. The Diplosphyronida (Arachnida-Chelonethida). Annals and Magazine of Natural History, sér. 10, vol. 5, p. 1-48 & 585-620.